# 415 Palatia
415 Palatia је астероид главног астероидног појаса са пречником од приближно 76,34 km.
Афел астероида је на удаљености од 3,631 астрономских јединица (АЈ) од Сунца, а перихел на 1,948 АЈ.
Ексцентрицитет орбите износи 0,301, инклинација (нагиб) орбите у односу на раван еклиптике 8,174 степени, а орбитални период износи 1702,016 дана (4,659 године).
Апсолутна магнитуда астероида је 9,21 а геометријски албедо 0,062.
Астероид је откривен 7. фебруара 1896. године.